# Atletismo nos Jogos Pan-Americanos de 2023 - 110 m com barreiras masculino
A competição de 110 metros com barreiras masculino do atletismo nos Jogos Pan-Americanos de 2023 foi disputada em 1º de novembro no Parque Deportivo Estadio Nacional, em Santiago, no Chile. No total, competiram 7 atletas de 5 Comitês Olímpicos Nacionais (CON).

## Calendário
Horário local (UTC-4).
| Data           | Horário | Fase  |
| -------------- | ------- | ----- |
| 1º de novembro | 20:03   | Final |

## Medalhistas
| Ouro   | BRA Eduardo de Deus       |
| Prata  | USA De'vion Wilson        |
| Bronze | BRA Rafael Campos Pereira |

## Recordes
Antes desta competição, os recordes mundiais e dos Jogos Pan-Americanos da prova eram os seguintes:
| Tipo                             | Atleta        | Tempo | Local    | Data                  |
| -------------------------------- | ------------- | ----- | -------- | --------------------- |
|                                  | Aries Merritt | 12.80 | Bruxelas | 7 de setembro de 2012 |
| Recorde dos Jogos Pan-Americanos | David Oliver  | 13.07 | Toronto  | 24 de julho de 2015   |

## Resultados

### Final
Estes foram os resultados:
| Pos. | Raia | Atleta                | Nacionalidade      | Tempo | Notas |
| ---- | ---- | --------------------- | ------------------ | ----- | ----- |
| 01 ! | 6    | Eduardo de Deus       | BRA Brasil         | 13.67 |       |
| 02 ! | 3    | De'Vion Wilson        | USA Estados Unidos | 13.78 |       |
| 03 ! | 4    | Rafael Campos Pereira | BRA Brasil         | 14.04 |       |
| 4    | 2    | Martín Saenz          | CHI Chile          | 14.05 |       |
| 5    | 7    | Rasheem Brown         | CAY Ilhas Cayman   | 14.11 |       |
| 6    | 5    | Dylan Beard           | USA Estados Unidos | 14.15 |       |
| 7    | 8    | Marcos Herrera        | ECU Equador        | 14.29 |       |

Legenda
| Recorde mundial                  | Recorde mundial (World record)               |                       | Recorde africano                      | Recorde africano (African) |                                           | Q | Classificado por posição (Qualified) |
| Recorde dos Jogos Pan-Americanos | Recorde pan-americano (Pan-American record)  | Recorde da América    | Recorde da América (Americas)         | q                          | Classificado por melhor tempo (Qualified) |   |                                      |
| Melhor marca do ano              | Melhor marca do ano (World leading)          | Recorde asiático      | Recorde asiático (Asian)              | DNS                        | Não largou (Did not start)                |   |                                      |
| Recorde nacional                 | Recorde nacional (National record)           | Recorde europeu       | Recorde europeu (European)            | DNF                        | Não terminou (Did not finish)             |   |                                      |
| Recorde pessoal                  | Recorde pessoal do atleta (Personal best)    | Recorde da Oceania    | Recorde da Oceania (Oceania)          | DSQ / DQ                   | Desclassificado (Disqualified)            |   |                                      |
| Recorde da temporada             | Recorde da temporada do atleta (Season best) | Recorde sul-americano | Recorde sul-americano (South America) | NM                         | Sem marca (No mark)                       |   |                                      |